# Cayo Batata
Cayo Batata es una isla deshabitada, cubierta de hierba, que se encuentra en las coordenadas 10°06′56″N 65°46′17″O / 10.11556, -65.77139, a 600 m al este del Morro de Humacao, el punto más cercano del continente (que está inmediatamente al sur de la desembocadura del río Humacao), en la localidad de Humacao, Puerto Rico.

## Geografía

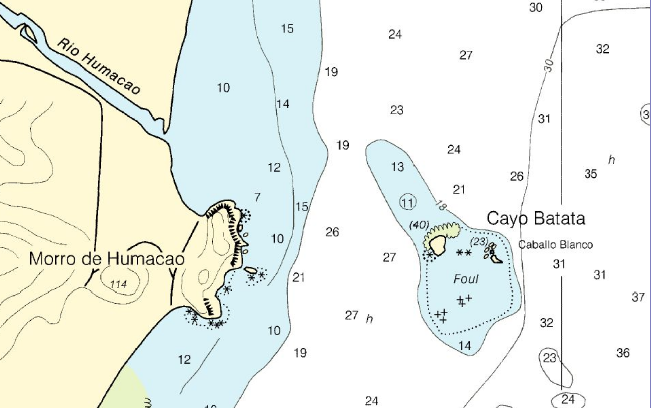
Mapa náutico de Cayo Batata

La isla es de forma rectangular con entre 60 y 70 m de longitud. Llega hasta los 12,1 m de altura. Su superficie es de 4.679 m², o 1,16 acres (Bloque 3060, Grupo del Bloque 3, Censal 1805, Municipio Humacao, Puerto Rico). La isla forma parte del barrio Río Abajo de Humacao.
Unas cinco rocas y un arrecife, llamados Caballo Blanco no deben confundirse con el islote del mismo nombre al noroeste de Vieques, inundados y empinados, se encuentran a entre 150 y 300 metros al este y al sur de Cayo Batata.
Cayo Santiago (Monkey Island), la segunda isla que pertenece a Humacao, se encuentra a 5,7 kilómetros al noreste.